# Nabha

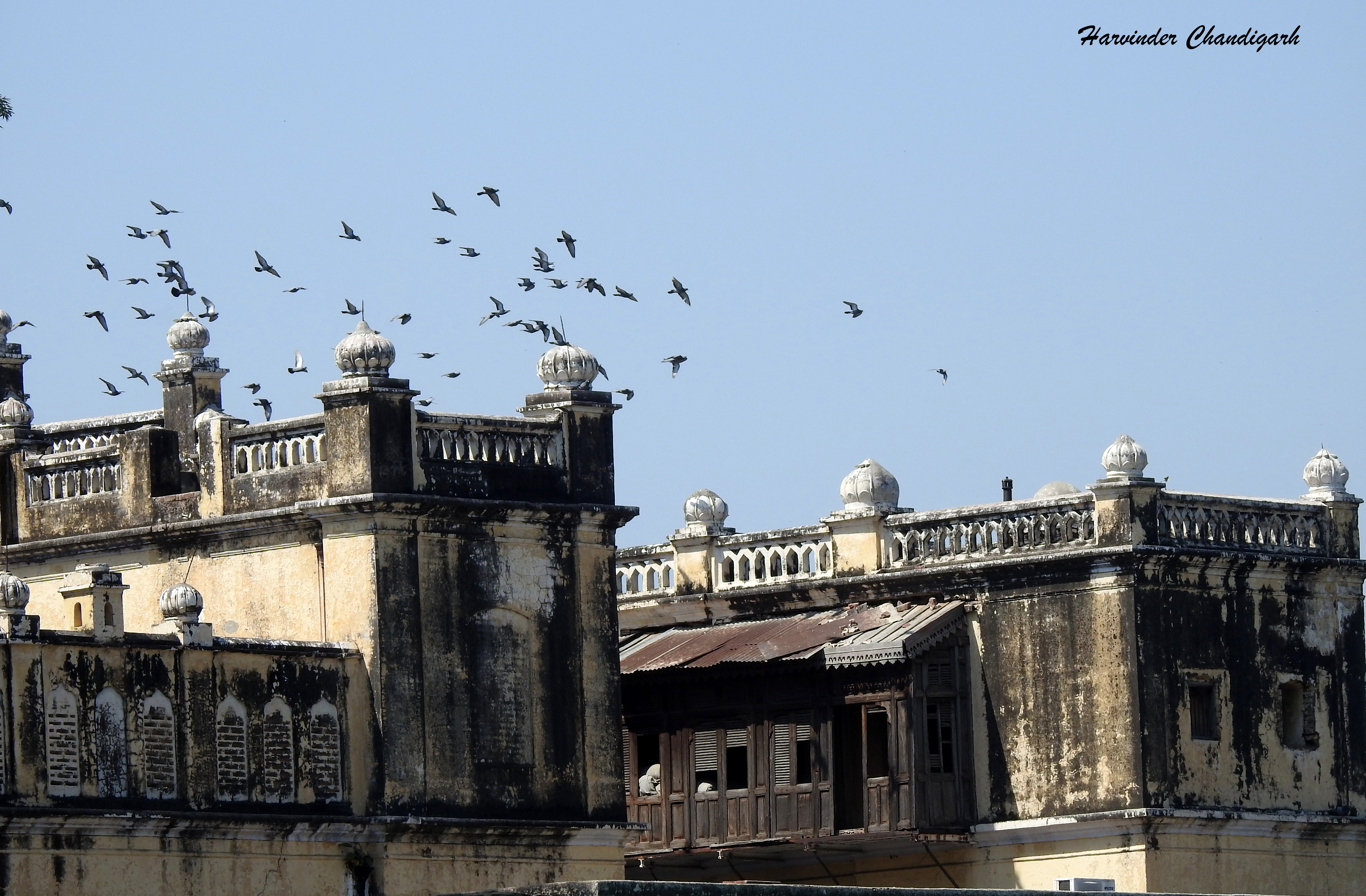
Nabha Fort 02

Nabha es una ciudad al noroeste de India en el sureste del estado de Panyab en el distrito de Patiala. Tenía una población de 54.079 personas en 1991, experimentando un gran crecimiento y llegando a 65.885 en 2007.